# Потиции
Потициите (gens Potitia) са стара патрицианска фамилия от Древен Рим.
Херкулес е свързан с тази фамилия много преди Троянската война.
Двете фамилии Потиции и Пинарии са жрецове и sacrum gentilicum. 
Публий Потиций се споменава от Цицерон.